# Augusta Marina
Augusta Marina é um loteamento urbano brasileiro situado na região nordeste do distrito de Passo do Sabão, em Viamão, no estado do Rio Grande do Sul. Pertence ao grupo de loteamentos que constituem a vila Augusta, juntamente Augusta Fiel e Augusta Meneguini. Segundo relatório do Programa Nacional de Segurança Pública com Cidadania, até 2008 estes três loteamentos juntos possuiam cerca de 33 427 habitantes.